# Pochyta occidentalis
Pochyta occidentalis är en spindelart som beskrevs av Simon 1902. Pochyta occidentalis ingår i släktet Pochyta och familjen hoppspindlar. Inga underarter finns listade i Catalogue of Life.